# Cyrnaonyx
Genre
Cyrnaonyx est un genre éteint de loutres de la famille des Mustelidae ayant vécu durant le Pléistocène supérieur il y a environ entre −0,126 et −0,012 Ma (millions d'années).

## Liste des espèces
La seule espèce rattachée au genre est :
- Cyrnaonyx antiqua (de Blainville 1841)

Cyrnaonyx majori Malatesta 1978, découverts dans la grotte de Dragonara en Sardaigne (Italie) est maintenant attribuée au genre Algarolutra.

## Sources
Fossils (Smithsonian Handbooks) par David Ward (Page 271) (en)